# Laarne
Laarne (fr. Laerne) – miejscowość i gmina (gemeente) w Belgii, w Regionie Flamandzkim, w prowincji Flandria Wschodnia, w okręgu Dendermonde.

## Podział administracyjny
W skład gminy wchodzi jedna dzielnica (deelgemeente):
- Kalken

## Demografia
- Źródła: NIS, od 1806 do 1981= według spisu; od 1990 liczba ludności w dniu 1 stycznia

1 stycznia 2024 całkowita populacja Laarne liczyła 12 532 osoby. Łączna powierzchnia gminy wynosi 32,58 km², co daje gęstość zaludnienia 385 mieszkańców na km².

## Współpraca
Miejscowości partnerskie:
- Fényeslitke, Węgry
- Gagnières, Francja